# Virus Sendai
Virus Sendai, también conocido como SV, por las iniciales de su nombre en inglés (Sendai virus),  es un virus ARN de la familia Paramyxoviridae, género respirovirus. Provoca enfermedad respiratoria muy contagiosa que afecta a ratones, hamsters, ratas, cobayas y ocasionalmente cerdos, se disemina por contacto directo, o formando aerosoles que son inhalados por alguno de los animales susceptibles. No provoca enfermedad en la especie humana.

## Virus Sendai e hibridomas
El virus Sendai se utilizó en un principio para facilitar la formación de hibridomas, proceso por el cual dos tipos de células diferente fusionan sus núcleos y dan lugar a células híbridas tetraploides que pueden emplearse con diversas finalidades en el laboratorio, por ejemplo para producción de anticuerpos monoclonales. En la actualidades existen mejores procedimientos para la obtención de hibridomas.